# Vítkov
Vítkov é uma cidade checa localizada na região de Morávia-Silésia, distrito de Opava.